# Cratere Perepelkin (Luna)
Perepelkin è un cratere lunare di 88,74 km situato nella parte sud-occidentale della faccia nascosta della Luna.
Il cratere è dedicato all'astrofisico sovietico Evgenij Jakovlevič Perepelkin.